# Rección y ligamiento
Rección y ligamiento es una teoría sintáctica, dentro del marco del generativismo desarrollado principalmente por Noam Chomsky en la década de 1980. Esta teoría de hecho es el segundo modelo importante de gramática generativa transformacional y se basa en desarrollos realizados en el marco de la teoría estándar extendida. Esta teoría es una revisión radical de sus teorías iniciales y fue revisada posteriormente en The Minimalist Program (1995) y varios trabajos posteriores, siendo el último Three Factors in Language Design (2005). Aunque hay grandes aportaciones en la teoría de rección y ligamiento escrita por otros autores, el trabajo de Chomsky marcó el horizonte de investigación en esta línea.  
Este modelo entiende que la función de la sintaxis es la de relacionar el léxico de un individuo con sus sistemas de pensamiento y de actuación. Las condiciones de buena formación de las oraciones, que en los modelos anteriores se basaban en los sistemas de reglas, se derivan de un conjunto de principios generales postulados dentro del modelo como un conjunto de metateorías. Estas teorías dentro de la teoría se aplican sobre dos niveles de representación internos al sistema computacional: Estructura P y Estructura S.
Rección y ligamiento hace referencia a dos subteorías centrales de esta teoría: rección (government), una relación sintáctica abstracta y aplicable, entre otras, a la asignación del caso; y ligamiento (binding), que trata principalmente con las relaciones entre pronombres y las expresiones con las que son correferentes. 
Este  nombre rompe definitivamente con el legado estructuralista que aún podía reconocerse en el primer generativismo. Esto se debe a que es el primer modelo que se postula con la finalidad principal de resolver el problema lógico de la adquisición del lenguaje, siendo el primer formalismo gramatical basado en el enfoque de Principios y parámetros. Los ingredientes básicos de este modelo (Chomsky, 1988) son:
1. Teoría de la X'.
2. Teoría-θ.
3. Teoría del caso.
4. Teoría del ligamiento.
5. Teoría de la acotación.
6. Teoría de la rección.

Este modelo es retomado y reformulado bajo criterios de economía y optimidad en el llamado Programa Minimalista.

## La formación de oraciones
La oración es entendida como una construcción lograda a partir de la aplicación de principios de buena formación sobre determinados elementos que serán proyectados desde el lexicón en una Estructura-P. Los dispositivos que se encargan de proyectar la información léxica dentro de la gramática son formalizados en las llamadas Teoría de la X' y Teoría-θ (o Teoría temática).
Una vez obtenida una Estructura-P, se deriva una Estructura-S a partir del desplazamiento de constituyentes. Se supone que cualquier elemento puede moverse a cualquier parte de la oración (operación muévase-α) siempre que respete las condiciones de buena formación postuladas para Estructura-S. Estas condiciones son formalizadas en las siguientes teorías:
- Teoría del caso: subteoría de la gramática que se encarga de fundamentar la asignación de caso (morfológico o abstracto) a todos los sintagmas nominales de la oración. Por ejemplo, en una oración como el niño regala un disco a su madre, el niño es un sintagma nominal con caso nominativo, un disco con caso acusativo y su madre con caso dativo.
- Teoría del ligamiento: subteoría de la gramática que se encarga de controlar las relaciones de correferencia de los pronominales de una oración. Por ejemplo, en una oración como la niña le dijo a María que la quiere, el pronombre la puede hacer referencia a María o a cualquier otra persona, pero no a la niña.
- Teoría del control: subteoría de la gramática que se encarga de controlar al pronominal sin realización fonética PRO. En una oración como Juan quiere PRO secuestrar al presidente, PRO debe hacer referencia a Juan, siendo la interpretación de esta oración algo cercano a Juan quiere que Juan secuestre al presidente.

Una vez derivada una Estructura-S, esta es derivada en una Forma Fonética (nivel de representación externo al sistema computacional que se encarga de la asignación fonética) y en una Forma Lógica (nivel de representación externo al sistema computacional que se encarga de la interpretación semántica).

## Rección
La aplicación principal del principio de rección es la asignación del caso. La rección se define de la siguiente forma:
A rige a B si y solo si:
- A es una categoría rectora
- A mando-m a B
- No existe una barrera a la rección entre A y B

Los rectores serán los núcleos de las categorías léxicas (V, N, A, P) o I flexiva (T). A manda-m a B si A no domina a B y si B no domina a A y la primera proyección máxima de A domina a B, donde la proyección máxima de un núcleo X es XP. Esto quiere decir que en una estructura como la observable a continuación, A manda-m a B, pero B no manda-m a A. Una 
Además, se define barrera de la siguiente forma: una barrera es cualquier nodo Z de forma que 
- Z es un rector potencial para B
- Z manda-c a B y
- Z no manda-c a A

Por lo tanto, una barrera será cualquier sintagma entre A y B.
De esta forma la asignación de caso está totalmente libre de ambigüedades. Por ejemplo, los sintagmas de determinante se rigen y reciben el caso desde el núcleo del sustantivo que le gobierna. Otra aplicación importante de la relación de rección restringe la aparición e identidad de los rastros (traces), ya que el Principio de Categoría Vacía requiere que estén regidos adecuadamente.

## Ligamiento
El ligamiento se define de la siguiente manera:
- Un elemento α está ligado a un elemento β si y solo si α manda-c a β, α y β se correfieren.

Considerando la oración en inglés "Johni saw hisi mother", el cual se diagrama abajo usando árboles simples.
El sintagma nominal (NP) "John" manda-c a "his" porque el primer padre del NP, S, contiene "his".  "John" y "his" y son correferentes (se refieren a la primera persona), entonces "John" está ligado a "his".
Por otro lado, en la oración agramatical "*The mother of Johni likes himselfi", "John" no manda-c a "himself", por lo que no tienen relación de ligamiento a pesar del hecho de que tienen correferencia.
La importancia del ligamiento se muestra en la gramaticalidad o agramaticalidad de las siguientes oraciones:
1. *Johni saw himi.
2. Johni saw himselfi.
3. *Himselfi saw Johni.
4. *Johni saw Johni.

La ligación se usa, junto a los principios particulares de ligación, para explicar la agramaticalidad de las enunciaciones 1, 3 y 4. Las reglas aplicables se llaman Principio de Ligación A A, Principio de Ligación B, y Principio de Ligación C.
- Principio A: las anáforas (reflexivas o recíprocas, p.ej., "each other") deben estar ligadas a la categoría que les gobierna (en resumidas cuentas, a la cláusula).
- Como "himself"  no manda-c a "John" en la oración [3], el Principio A se viola.

- Principio B:  un pronombre debe ser libre (esto es, no dependiente) dentro de su categoría gobernada (en resumidas cuentas, la cláusula).

En la oración [1], "him" es dependiente de "John", violando el Principio B.
- Principio C: una R-expression (un nombre, un NP) debe ser libre (esto es, no dependiente). Las R-expressions (p.ej., "the dog" or "John") son expresiones referenciales: al contrario que los pronombres o las anáforas e inherentemente hacen referencia, esto es, seleccionar las entidades en el mundo.

En la oración [4], la primera instancia de "John" está ligada a la segunda, violando el Principio C.
Es necesario enfatizar que los Principios A y B se refieren a las "categorías gobernantes" — dominios que limitan el enfoque del ligamiento. La definición de categoría gobernante ofrecida en Lectures on Government and Binding es compleja, pero en la mayor parte de los casos la categoría gobernante es esencialmente una minimal clause o un NP complejo.